# Jean Fouquet
Jean Fouquet ili Jehan Foucquet (Tours, oko 1420. - Tours, između 1478. I 1481.) bio je glavni majstor francuskog slikarstva 15. stoljeća i iluminator završnog razdoblja izrade minijatura u Francuskoj. Otkriven je tek 1805. kada je u Baselu pronađeno 40 minijatura iz brevijara Étiennea Chevaliera, blagajnika francuskog kralja Karla VII.

## Životopis i djela
Fouquet se razvijao pod utjecajem braće Limburg, a neko vrijeme je djelovao u Italiji (oko 1445.) gdje se zna da je naslikao “Portret pape Eugena IV.”. Svoje poznavanje talijansko renesansne dekoracije u arhitekturi pokazao je u oblikovanju grobnica u Toursu. U Toursu je radio i oltarske slike “Melunski diptih”, portrete “G. Juvénal de Ursinsa” i “Étienne Chevalier sa sv. Stjepanom gdje se moli Gospi s anđelima”, te iluminirane rukopise za vladare Karla VII. i Luja XI., i “Židovske starine”.
Biblijske i povijesne prizore slika u suvremenom okviru; minuciuznom tehnikom i tankoćutnim osvjetljenjima bilježi detalje interijera, odjeće, nakita i krajolika. Na njegovim se djelima spajaju flamanska i talijanska ranorenesansna umjetnost i lirski realizam baštinjen od francuskih gotičkih slikara. 
Njemu ili njegovoj radionici pripisuju se brojne minijature u kodeksima različita sadržaja kao što je “Velika francuska kronika”, “Boccaccio” ili “Brevijar Diane de Croy”.
Uvelike je utjecao na francusko renesansno slikarstvo.

## Poveznice
- Sjevernoeuropska renesansna umjetnost

## Vanjske poveznice
- Fouquetove dekoracije za časoslov Nacionalno blago Nizozemske u Europskim knjižnicama.]